# Коронаційний сейм (1507)
У грудні 1506 р. у Кракові було скликано сейм для коронації новообраного короля Сигізмунда І, якого було обрано на елекційному сеймі, що тривав від 30 листопада до 8 грудня 1506 року, у Пйотркуві. Коронаційний сейм тривав від 24 січня до 22 лютого 1507 року.
Передсеймові сеймики відбувалися на зламі грудня 1506 — січня 1507 років. 24 січня 1507 року король був коронований.
На засіданнях сейму розглядалися податкові питання, пов'язані з необхідністю захисту держави, а також метою ведення війни з Москвою. Була прийнята також військова конституція, яка давала дозвіл королю оголосити посполите рушення шляхти, доповнена наказом про військову виставу в окремих воєводствах. Було також розпочато питання реформування судочинства, зокрема призначення королю двох надвірних ревізорів, що в майбутньому дало початок створенню особливого королівського суду, пізніше названого референдарським судом. Також була прийнята стаття, яка запроваджує принцип, що один із канцлерів має бути світською особою. Обмежувалася також свобода короля в управлінні державними доходами, і рішення з цих питань мали прийматися за участю сенаторів.

## Виноски
1. ↑  , Z. Wojciechowski, "Zygmunt Stary"
2. ↑  , W. Uruszczak, "Sejm koronacyjny w 1507 roku w Krakowie, „Studia z Dziejów Państwa i Prawa Polskiego”, t. 7, s. 111-121"
3. ↑  , Do druku przygotowali S. Grodziski, I. Dwornicka, W. Uruszczak, "Volumina Constitutionum, T. 1, cz. 1, s. 187-205"